# Несветаев, Григорий Дмитриевич
Григорий Дмитриевич Несветаев (род. 12 января 2000, Челябинск) — российский хоккеист, нападающий.

## Биография
Воспитанник челябинского «Трактора». В МХЛ играл за команды «Белые медведи» (2017/18 — 2019/20), МХК «Атлант» (2019/20). После сезона 2020/21, проведённого в команде ВХЛ «Южный Урал», сезон отыграл в клубе чемпионата Казахстана «Номад» Нур-Султан. Затем — игрок команд ВХЛ «Ермак» (2022/23), «Молот» (2022/23 — 2023/24), «Норильск» (2023), «Горняк-УГМК» (с 2023).
Бронзовый призёр хоккейного турнира зимних юношеских Олимпийских игр 2016 года.